# Berkhof 2000NL
De Berkhof 2000NL (soms abusievelijk ST2000NL) is een bustype van de Nederlandse busfabrikant Berkhof. De 2000NL is een doorontwikkeling van de ST2000 en werd in 1993 geïntroduceerd. In 1997 kwam dit model ook beschikbaar op een lagevloerchassis en kreeg de benaming 2000NLF.
De bus was vanaf 1997 ook leverbaar met de kop van de Premier en kreeg als benaming Berkhof 2000NL Premier, in de wandelgangen, werd de bus echter Berkhof Premier genoemd. Naast de standaard 12-meter versie waren er ook een aantal gelede bussen met benaming 2000NLG. De meeste bussen werden gebouwd op een DAF SB220 of een Volvo B10M chassis.
Verder zijn er ook nog een aantal bussen gebouwd op een Dennis Lance en Dennis Dart chassis (Connexxion 1006-1015, 3146, 3147, 3148 en 6374-6380). In 1992 kwamen twee exemplaren in dienst bij NZH met een Dennis Dart chassis (de 3146 en 3148). In 1999 gingen de bussen verder bij Connexxion, die de bus in 2003 buiten dienst stelde. In 1996 kwamen vier exemplaren erbij. De 3146 bij Connexxion heeft, in tegenstelling tot zijn soortgenoten, een Berkhof Junior, de 3148 een Berkhof 2000NL carrosserie en de serie 6377-6380 met een Berkhof 2000NLE carrosserie. In 1994 kwam een exemplaar met een Dennis Lance chassis in dienst bij NZH (nummer 3147). In 1995 kwamen daar nog tien exemplaren bij (serie 1006-1015). Beide series droegen, in tegenstelling tot de andere series met een Dennis-chassis, een Berkhof ST2000NL carrosserie.
Daarnaast zijn er ook enkele exemplaren gebouwd op een Iveco Eurorider chassis, een M.A.N. 11.220 HOCL chassis, een DAF MB230 chassis en een Volvo B6 chassis.
De enige exemplaren van dit model die nu nog in Nederland te vinden zijn, rijden her en der bij touringcar- en/of taxibedrijven.
Van de Premier maakt de ex-NZH/Connexxion 2151 sinds de zomer van 2018 deel uit van de OV Collectie Nederland waarmee deze bus de status als museumbus verkreeg.

## Midibus
Berkhof 2000NL is er ook in een midibusversie. Deze had de naam Berkhof Junior. Deze werden gebouwd door Berkhof in samenwerking met MAN met 2000NL-carrosserie. Later werd deze samenwerking voortgezet bij de opvolger Berkhof Scout.

## Elektrische bus
In samenwerking met het Nederlandse bedrijf Spijkstaal werd in 1994 een elektrische bus geproduceerd. Deze bus was gemaakt op basis van de Berkhof Junior en werd Spijkstaal Ecobus E32 genoemd. Er werd in totaal 1 bus gemaakt en kwam in 1994 als proef in dienst bij SVD. Echter werd deze bus niet heel erg gewaardeerd vanwege de korte actieradius en werd in 1995 de productie gestaakt. De bus die toen werd ontwikkeld werd in 1995 verkocht en kwam in 1996 in dienst bij TCR.

## Inzetgebieden
| Bedrijf                             | Serie      | Type           | Chassis type           | Aantal               | Inzet                                                                                    | Opmerking |
| ----------------------------------- | ---------- | -------------- | ---------------------- | -------------------- | ---------------------------------------------------------------------------------------- | --- |
| AMZ                                 | 361-362    | 2000NLG        | Volvo B10MG-55         | 2                    | Midden-Zeeland                                                                           | Ex-CFL |
| AMZ                                 | 373-375    | 2000NLG        | Volvo B10MG-55         | 3                    | Midden-Zeeland                                                                           | Ex-CFL |
| AMZ                                 | 395-397    | 2000NLG        | Volvo B10MG-55         | 3                    | Midden-Zeeland                                                                           | Ex-CFL |
| Arriva                              | 201-206    | ST2000NL       | DAF SB220 LPG          | 6                    | Stad Groningen                                                                           | Ex GVB, Afgevoerd, Export |
| Arriva                              | 901-910    | ST2000NL       | DAF SB220LT575         | 10                   | Limburg                                                                                  | Ex-Vancom bussen, Verkocht aan BBA/Connex. |
| Arriva                              | 1080-1096  | 2000NL         | Volvo B10M-55          | 17                   | Friesland, Groningen                                                                     | Afgevoerd, Export |
| Arriva                              | 1279-1286  | 2000NL         | Iveco Eurorider        | 8 (2 handgeschakeld) | Drenthe, Overijssel                                                                      | 1280 naar Nationaal Busmuseum. 1285 + 1288 naar Arriva Touring Rest Afgevoerd, Export                                                           |
| Arriva                              | 4738-4752  | 2000NL         | Volvo B10M-55          | 15                   | Friesland, Groningen                                                                     | Afgevoerd, Export. De 4751 rijdt nog in Nederland bij Arriva Touring.                                                                           |
| Arriva                              | 5822-5833  | 2000NL         | DAF Bus SB220LF575     | 12                   | Ameland en Terschelling.                                                                 | Naar Arriva dochter TUG in Portugal. |
| Arriva                              | 5834-5845  | 2000NF         | DAF bus SB220GS575     | 12                   | Ameland en Terschelling.                                                                 | Naar Arriva dochter TUG in Portugal, |
| Arriva                              | 6387, 6388 | 2000NL Junior  | M.A.N. 11.220 HOCL     | 2                    | Vlieland, Friesland, Drechtsteden, Alblasserwaard en Vijfheerenlanden, Groningen-Drenthe | In december 2008: 6387 naar Arriva Touring opgelegd en 6388 afgevoerd.                                                                          |
| Arriva Touring                      | 6387       | 2000NL Junior  | M.A.N. 11.220 HOCL     | 1                    |                                                                                          | Afgevoerd |
| BBA                                 | 340-357    | 2000NL         | DAF SB220LT575         | 18                   | Stadsdienst 's Hertogenbosch                                                             | Afgevoerd, Export |
| BBA                                 | 471-497    | 2000NL         | Volvo B10M-55          | 17                   | West- en Midden-Brabant                                                                  | Afgevoerd, Export |
| BBA                                 | 498-536    | 2000NL         | Volvo B10M-55          | 39                   | West- en Midden-Brabant                                                                  | Afgevoerd, Export |
| BBA                                 | 556-560    | 2000NL         | DAF SB220LT575         | 5                    | Noordwest Utrecht                                                                        | Afgevoerd, Export |
| BBA                                 | 710-719    | 2000NL         | DAF SB220LC575         | 10                   | SRE                                                                                      | Afgevoerd, Export |
| BBA                                 | 820        | 2000NLG        | Volvo B10MG-KB5500     | 1                    | Stadsdienst Breda                                                                        | Afkomstig van CFL. Naar Juijn uit Rossum, nu bij Uitgaansbus Venlo.                                                                             |
| BBA                                 | 9901       | 2000NL         | DAF SB220LT575         | 1                    | Stadsdienst Meppel                                                                       | Ex Limex, Afgevoerd, Export |
| BBA                                 | 9910       | 2000NL         | DAF SB220LT575         | 1                    | Stadsdienst Meppel                                                                       | Ex Limex, Afgevoerd, Export |
| Beekse Bergen                       | 17         | 2000NL         | DAF SB220LT575         | 1                    | Safari tochten Beekse Bergen.                                                            | Voorheen CTS, daarvoor Connexxion en daarvoor NZH 1039.                                                                                         |
| Betuwe Express                      | 107        | 2000NL         | Volvo B10M-55          | 1                    |                                                                                          | Ex-CFL 64 |
| Chemins de fer luxembourgeois (CFL) | 61-80      | 2000NL         | Volvo B10M-55          | 20                   | Groothertogdom Luxemburg                                                                 | Afgevoerd, Export |
| Chemins de fer luxembourgeois (CFL) | 101-109    | 2000NL         | Volvo B10M-55          | 9                    | Groothertogdom Luxemburg                                                                 | Afgevoerd, Export |
| Chemins de fer luxembourgeois (CFL) | 51-58      | 2000NL         | Volvo B10MG-55         | 8                    | Groothertogdom Luxemburg                                                                 | Afgevoerd, Export |
| Chemins de fer luxembourgeois (CFL) | 81-83      | 2000NL         | Volvo B10MG-55         | 3                    | Groothertogdom Luxemburg                                                                 | Afgevoerd, Export |
| Chemins de fer luxembourgeois (CFL) | 110-114    | 2000NL         | Volvo B10MG-55         | 5                    | Groothertogdom Luxemburg                                                                 | Afgevoerd, Export |
| Connexxion                          | 1006-1015  | ST2000NL       | Dennis Lance           | 10                   | Noord-Holland                                                                            | Afgevoerd, Export |
| Connexxion                          | 2130-2151  | 2000NL Premier | DAF SB220 GS575        | 22                   | Friesland, Haarlem e.o., Kop van Noord-Holland                                           | Afgevoerd, Export. 2151 is museumbus bij OVCN.                                                                                                  |
| Connexxion                          | 2287-2296  | 2000NL         | DAF SB220 GS575        | 8                    | Duin- en Bollenstreek, Haarlem e.o.                                                      | Afgevoerd, Export |
| Connexxion                          | 2352-2401  | 2000NL Premier | DAF SB220 GS575        | 50                   | Haarlem e.o., Kop van Noord-Holland                                                      | Afgevoerd, export |
| Connexxion                          | 2402-2408  | ST2000NLF      | DAF SB220 LF600        | 7                    | Stadsdienst Arnhem                                                                       | Afgevoerd, Export |
| Connexxion                          | 3146, 3148 | 2000NL         | Dennis Dart            | 1                    | Noord-Holland                                                                            | Afgevoerd, export Voormalig GVB Amsterdam, daarvoor ZO, RET, Centraal Nederland en NZH                                                          |
| Connexxion                          | 3147       | ST2000NL       | Dennis Lance           | 1                    | Noord-Holland                                                                            | Afgevoerd, export |
| Connexxion                          | 4758-4759  | 2000NL         | Volvo B10M-55          | 2                    | Twente                                                                                   | Afgevoerd, export |
| Connexxion                          | 4778-4793  | 2000NL         | Volvo B10M-55          | 16                   | Veluwe                                                                                   | Afgevoerd, export |
| Connexxion                          | 4851-4857  | 2000NL         | DAF SB220 LT575        | 7                    | Twente                                                                                   | Afgevoerd, export |
| Connexxion                          | 4967-4990  | 2000NL         | DAF MB230 LT615        | 24                   | Veluwe                                                                                   | Afgevoerd, export |
| Connexxion                          | 6377-6380  | 2000NL         | Dennis Dart            | 4                    | Noord-Holland                                                                            | Afgevoerd, export |
| Drenthe Tours                       | 35-36      | 2000NL         | Volvo B10M-55          | 2                    |                                                                                          | ex CLF 61, 64, zijn afgevoerd |
| GVB                                 | 010-015    | 2000NL Junior  | M.A.N. 9.160 HOCL\Midi | 6                    | Stadsvervoer Amsterdam                                                                   | Vooral bedoeld voor de lijnen 30, 31 en 230. Midibus Afgevoerd, export                                                                          |
| GVB                                 | 570        | ST2000NL       | Dennis Dart            | 1                    | Stadsvervoer Amsterdam                                                                   | Voormalig ZO, daarvoor RET, Centraal Nederland en NZH                                                                                           |
| Hermes                              | 1242       | ST2000NLF LPG  | DAF SB220GS550-LPG     | 1                    | Stadsvervoer Eindhoven                                                                   | LPG-bus Afgevoerd, export |
| Hermes                              | 7121-7127  | ST2000NLG      | DAF SBG220 LT506       | 8                    | Stadsvervoer Eindhoven                                                                   | Afgevoerd, enkele naar Juijn uit Rossum rest export                                                                                             |
| Heythuizen Touringcars              | 70-71      | 2000NL         | ????                   | 2                    |                                                                                          | Ex-Limex 901 |
| Limex                               | 901-910    | 2000NL         | ????                   | 9                    |                                                                                          | Export, de 908 is naar de Stichting Veteraan Autobussen.                                                                                        |
| Novio                               | 701-716    | 2000NL         | ????                   | 16                   | Stadsdienst Nijmegen                                                                     | Export |
| Stichting Veteraan Autobussen       | 908        | 2000NL         | ????                   | 1                    |                                                                                          | ex Arriva, exex Vancom |
| Stichting Veteraan Autobussen       | 4780       | 2000NL         | ????                   | 1                    |                                                                                          | |
| Syntus                              | 1058       | 2000NL         | ????                   | 1                    | Achterhoek                                                                               | Leenwagen |
| TCR                                 | 48         | 2000NL Junior  | Spijkstaal Ecobus      | 1                    | Renesse                                                                                  | Elektrische midibus. Doet nog steeds dienst als transferiumpendelbus.                                                                           |
| TCR                                 | 414-415    | 2000NL         | ????                   | 2                    | Onbekend                                                                                 | Ex BBA 514 en 509. |
| Vancom                              | 901-910    | ST2000NL       | DAF SB220LT575         | 10                   | Werden oorspronkelijk gebruikt in Zuid-Limburg voor de regio Heuvelland.                 | Zijn na verkoop van hun diensten in Nederland overgegaan naar Arriva. Na 2003 zijn de bussen na verkoop van de concessie overgegaan naar Limex. |
| Verhoef                             | 18         | 2000NL Junior  | Volvo B6-41            | 1                    |                                                                                          | Afgevoerd, ook tijdelijk ingezet bij MTI |
| Uitgaansbus                         | 2          | 2000NLG        | ????                   | 1                    |                                                                                          | ex BBA 820 |
| Uitgaansbus                         | 4          | 2000NLG        | ????                   | 1                    |                                                                                          | ex Midnet 7149 |

## Galerij

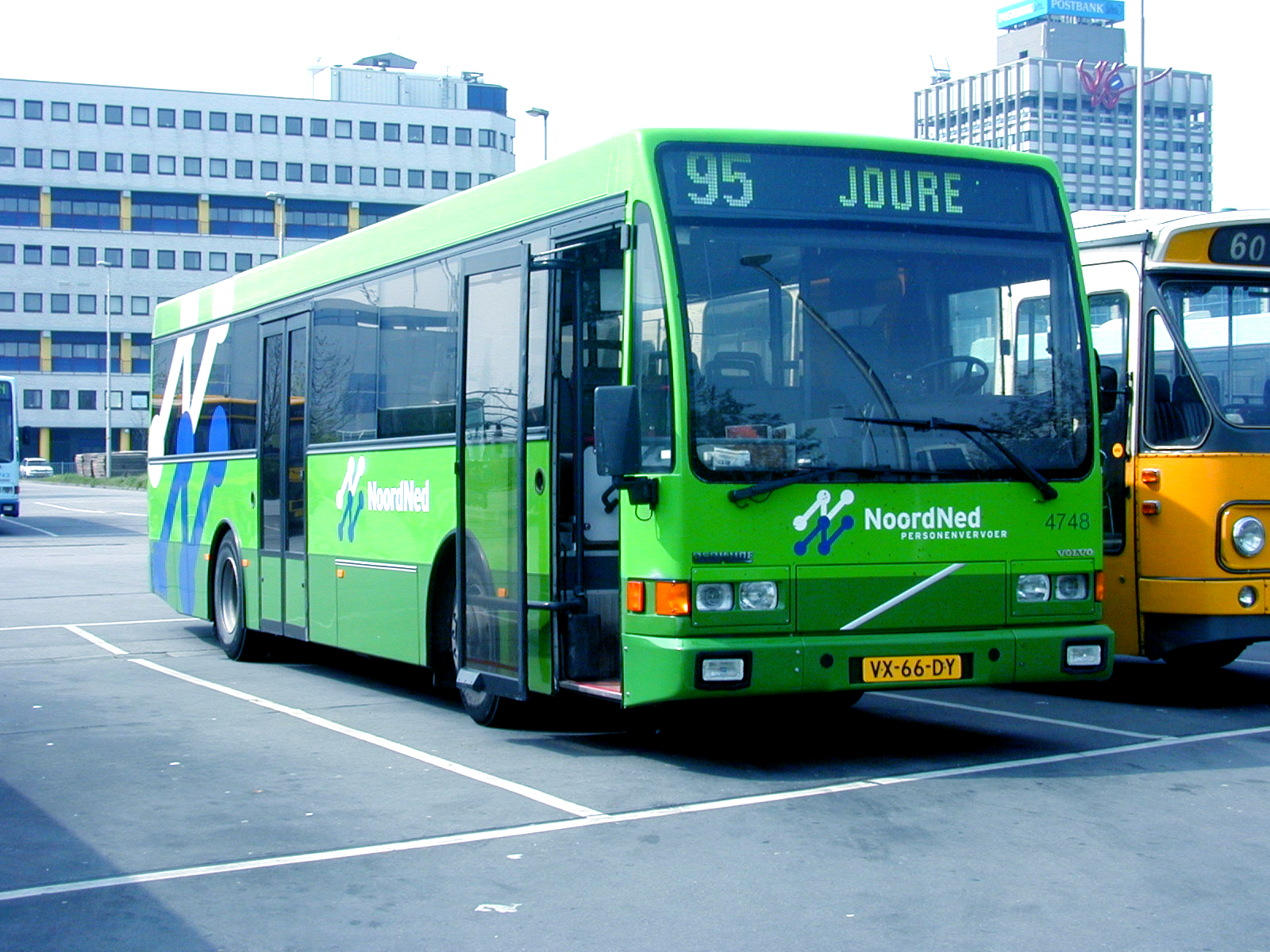
NoordNed 4748 op buffer Busstation in Leeuwarden.
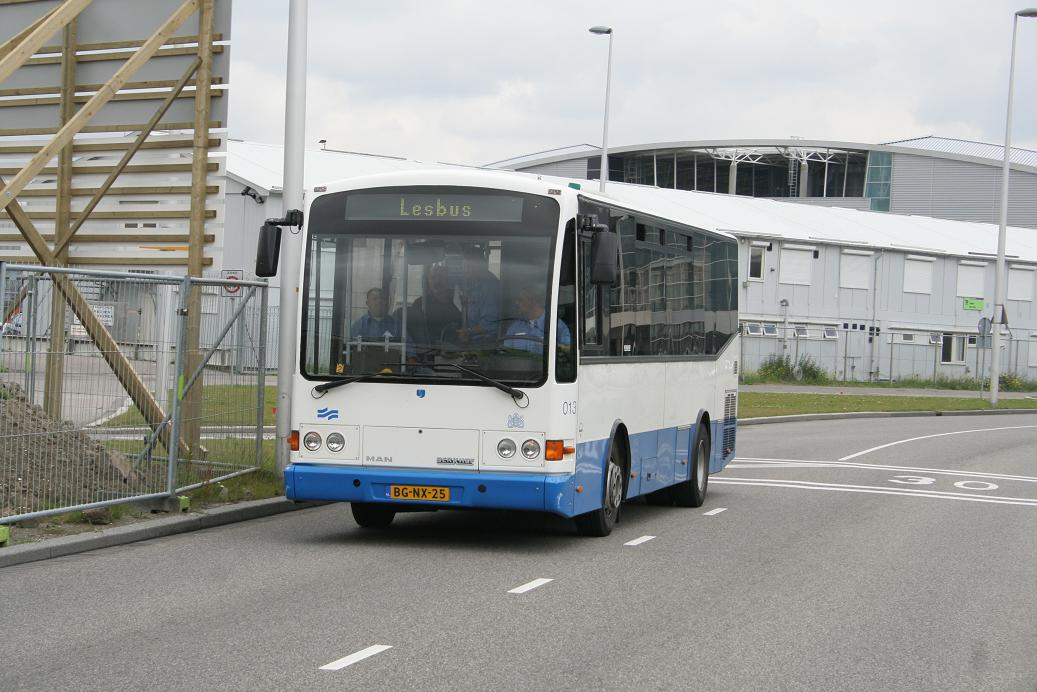
Berkhof Junior bij GVB.
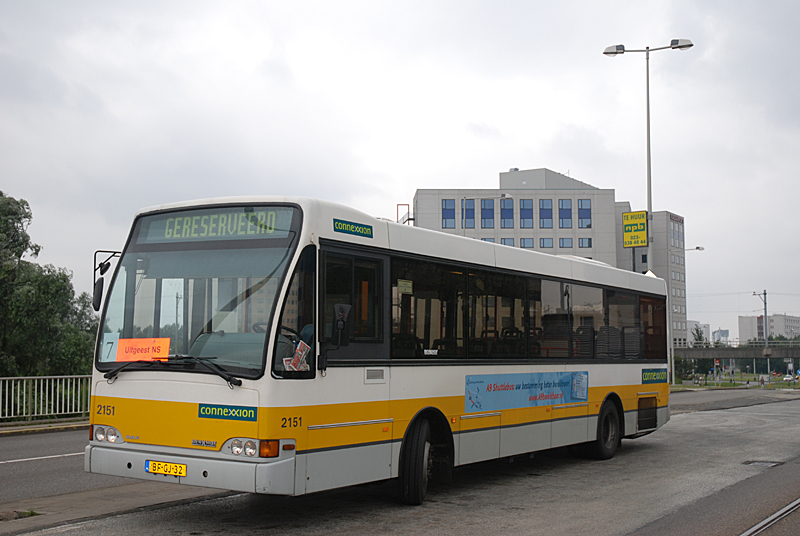
Berkhof 2000NL Premier 2151 op Amsterdam Sloterdijk Station. Deze bus is tegenwoordig museumbus bij OVCN.
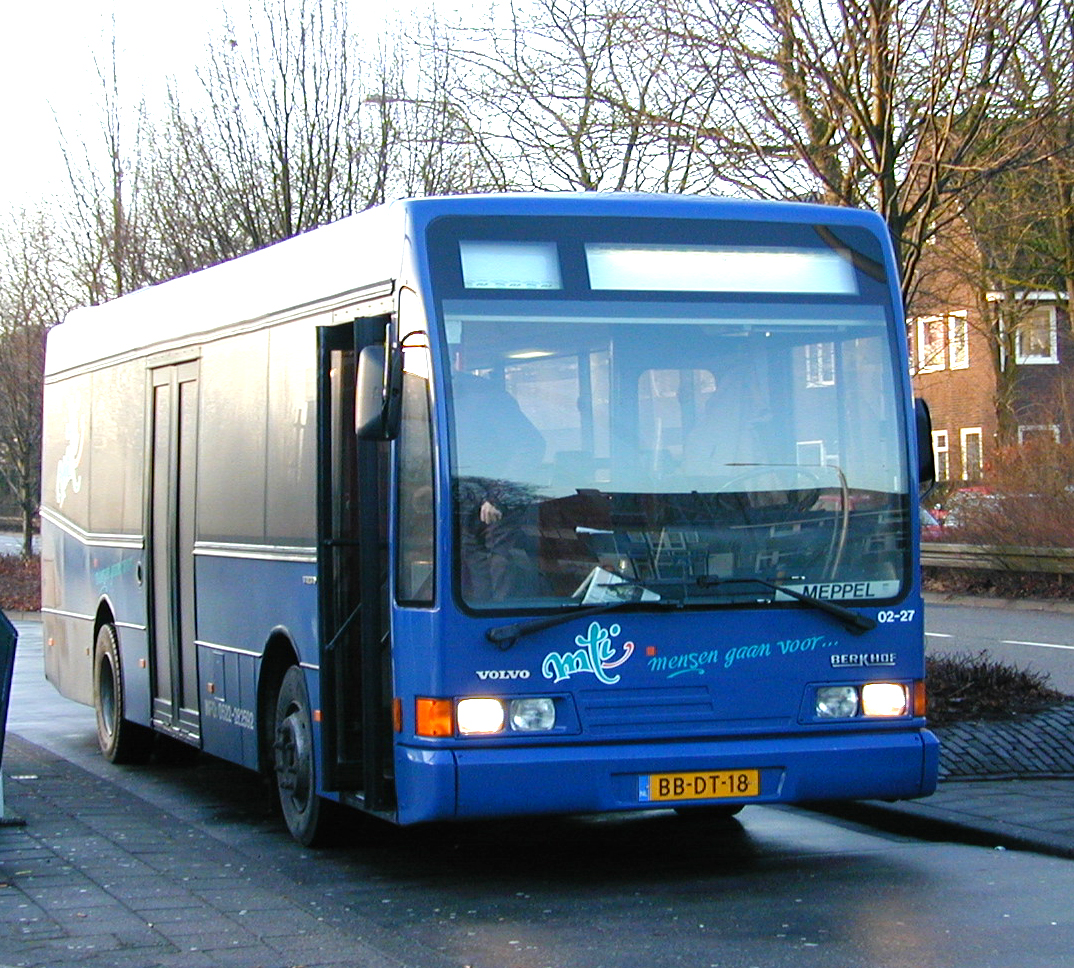
MTI bus 02-27 van het type Volvo B6-41 / Berkhof Junior te Meppel. Dit was ex Verhoef bus 18.
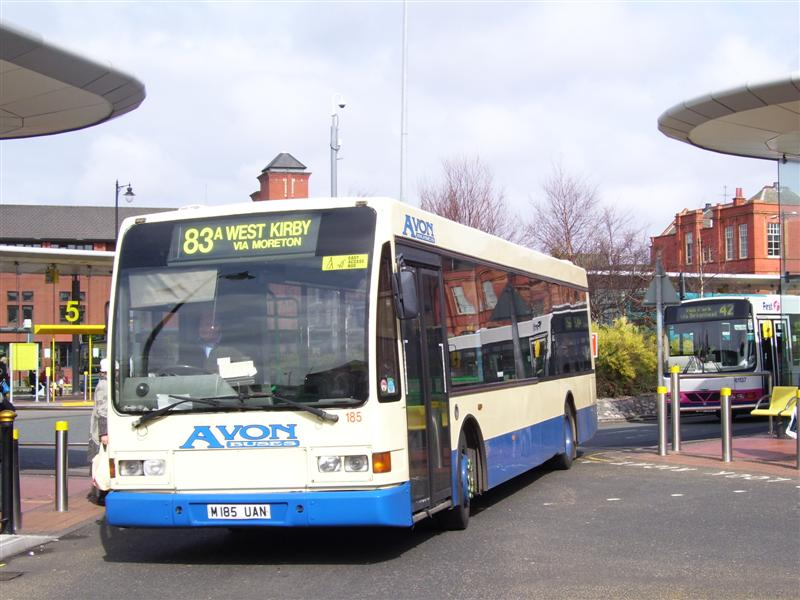
Avon Buses 185 Dennis Lance SLF/Berkhof te Birkenhead bus station.
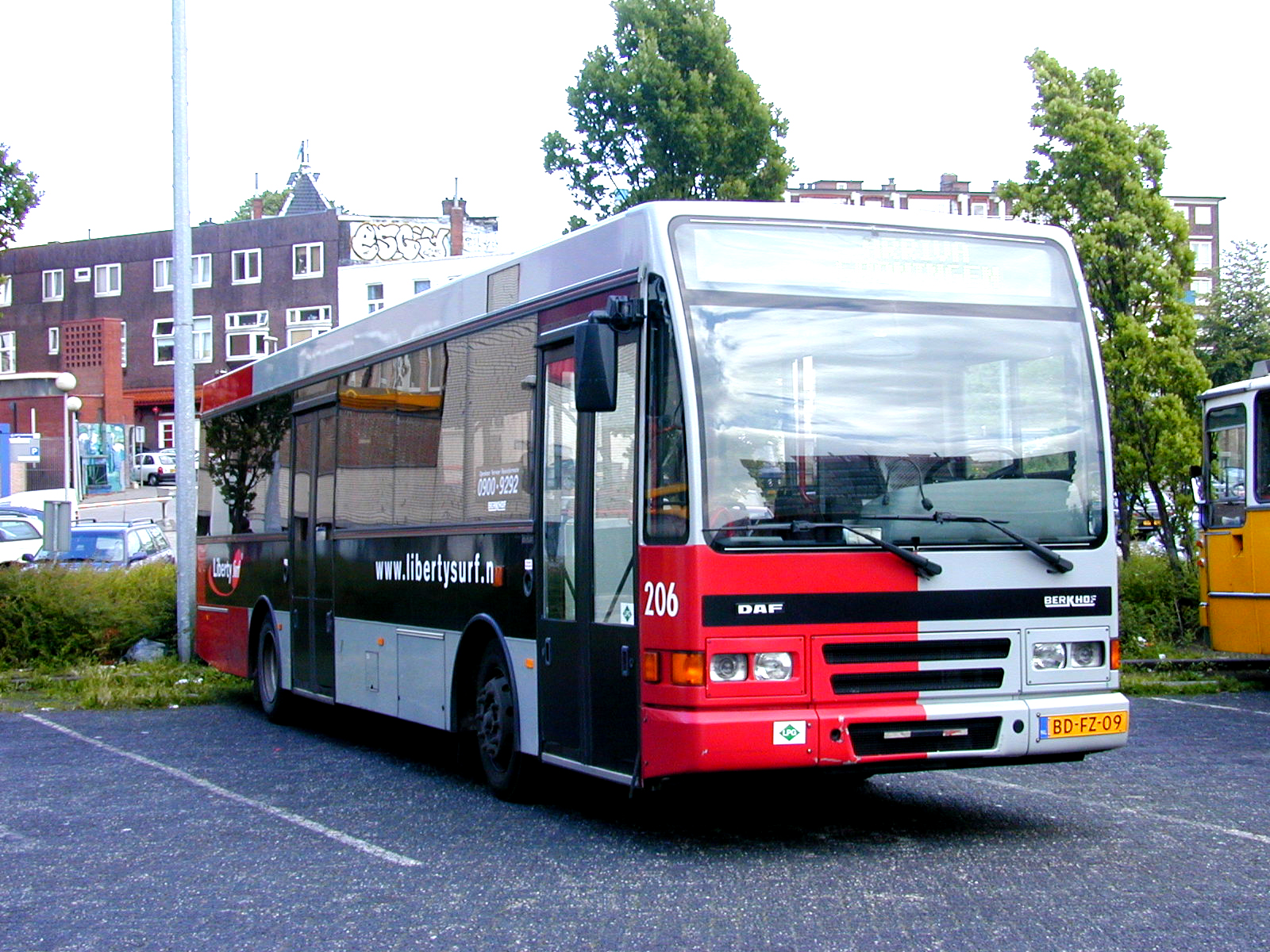
Arriva bus 206 (ex GVB) type DAF Bus SB220LF575/Berkhof 2000NL (LPG) te Groningen.